# Металопротеїни
Металопротеїни (застаріла назва — металопротеїди) — складні білки, до складу молекул яких входять також іони одного або декількох металів. Типовими металопротеїнами є білки, що містять негемове залізо: трансферин, феритин, гемосидерин — вони мають важливе значення в обміні заліза в організмі. Виділяють також особливий підклас металопротеїнів — металоферменти. Це білки, що мають ферментативну активність і містять катіони металів. Прикладами металоферментів є селен-залежна монодейодиназа і карбоангідраза.
Багато металопротеїнів відіграють важливу фізіологічну роль.

## Інтернет-ресурси
- MeSH Metalloprotein
- Catherine Drennan's Seminar: Snapshots of Metalloproteins